# Toluen
Toluen, hay còn gọi là methylbenzen hay phenylmethan, là một chất lỏng trong suốt, không hòa tan trong nước. Toluen là một Hydrocacbon thơm được sử dụng làm dung môi rộng rãi trong công nghiệp.

## Tên gọi
Tên toluen bắt nguồn từ tên toluol, viết tắt "TOL." - nhựa cây balsam ở vùng Nam Mỹ. Tên do Jöns Jakob Berzelius đặt.

## Tính chất hóa học
Là một hydrocacbon thơm, toluen có khả năng tham gia phản ứng thế ái điện tử. Nhờ có nhóm methyl mà độ hoạt động hóa học của toluen trong phản ứng này lớn gấp 25 lần so với benzen.
Vì vòng thơm khá bền nên cần áp suất cao khi tiến hành phản ứng hydro hóa toluen thành methylcyclohexan.

## Điều chế
{\displaystyle {\ce {C6H6 + CH3OH -> C6H5CH3 + H2O}}}
Phản ứng này đòi hỏi phải có axit sulfuric đậm đặc làm chất xúc tác và nhiệt độ cao. Methanol thường được sản xuất thông qua khí tổng hợp:
{\displaystyle {\ce {CO + 2H2 -> CH3OH}}}
Khí tổng hợp thường được sản xuất thông qua quy trình khí hoá (than nâu,... cho đến rác thải hàng ngày)

## Tinh chế
Toluen có thể tinh chế bằng cách sử dụng các hợp chất như CaCl2, CaH2, CaSO4, P2O5 hay natri để tách nước. Ngoài ra, kỹ thuật chưng cất chân không cũng được sử dụng phổ biến. Trong kỹ thuật này, người ta thường sử dụng benzophenon và natri để tách không khí và hơi ẩm trong toluen,

## Ứng dụng
Toluen chủ yếu được dùng làm dung môi hòa tan nhiều loại vật liệu như sơn, các loại nhựa tạo màng cho sơn, mực in, chất hóa học, cao su, mực in, chất kết dính,...
Trong ngành hóa sinh, người ta dùng toluen để tách hemoglobin từ tế bào hồng cầu.
Toluen còn nổi tiếng vì từ nó có thể điều chế TNT:
{\displaystyle {\ce {C7H8 + 3HNO3 -> C6H2CH3(NO2)3 + 3H2O}}}
Do có chỉ số octan khá cao nên toluen thường được sử dụng để tăng chỉ số octan của xăng.

## Độc tính
Nếu tiếp xúc với toluen trong thời gian đủ dài, có thể bị bệnh ung thư.